# Nada (novela)
Nada es la primera novela de la escritora barcelonesa Carmen Laforet y una de las obras literarias más importantes de la España del siglo XX. Se trata de una obra existencialista que representa el estancamiento y la pobreza que se vivieron en la posguerra española, durante los primeros años del franquismo. Dotada de un estilo literario que supuso una renovación en la prosa de la época, Nada refleja también la lenta desaparición de la pequeña burguesía tras la Guerra Civil.
La novela ha gozado de gran reconocimiento y recibió dos galardones literarios: el Premio Nadal 1944 y el Premio Fastenrath 1948, de la Real Academia Española.  Además, fue incluida en la lista de las 100 mejores novelas en español del siglo XX del periódico español El Mundo.
La obra llamó la atención no solo por la juventud de la autora al escribirla, quien tenía entonces 22 años, sino también por la descripción que elaboró sobre la sociedad de la época. Frente a quienes afirmaron que Nada era una novela autobiográfica, la propia autora escribió, en la introducción a la compilación titulada Novelas (1.ª edición de 1957, Barcelona, Editorial Planeta), el siguiente texto: «No es, como ninguna de mis novelas, autobiográfica, aunque el relato de una chica estudiante, como yo fui en Barcelona, e incluso la circunstancia de haberla colocado viviendo en una calle de esta ciudad donde yo misma he vivido, haya planteado esta cuestión más de una vez».

## Trama
La protagonista de la novela es una joven huérfana de padres, llamada Andrea, que recién terminada la guerra civil española se traslada a la ciudad de Barcelona para estudiar y empezar una nueva vida. Cuando Andrea llega a casa de su abuela, de donde solo tiene recuerdos de su infancia, sus ilusiones se ven rotas. En este piso de la calle de Aribau, donde aparte de su abuela viven su tía Angustias, su tío Román, su tío Juan, la mujer de este último, Gloria, y la criada, Antonia. La tensión es continua en un ambiente caracterizado por el hambre, la suciedad, la violencia y el odio. Andrea, que vive oprimida por su tía Angustias, siente que su vida va a cambiar cuando su tía se marche, pero las cosas no acaban de ir como a ella le gustaría. Sin embargo, en la Universidad conoce a Ena, una chica de la que se hará íntima amiga y que desempeñará un papel importante en su vida, pues junto a ella aprenderá lo que el mundo exterior puede ofrecer.

## Estilo
Carmen Laforet se adelanta a su tiempo con una prosa intimista y fotográfica, en la que se describe perfectamente la Barcelona de la época. La autora utiliza para ello recursos propios del impresionismo. Como muestra de estos recursos impresionistas, en Nada predomina la descripción. La protagonista se fija en todo aquello que le rodea a su llegada a Barcelona; transmite una visión totalmente subjetiva, ya que no describe los objetos tal y como son, sino que lo hace como ella los percibe, aportándonos sus sensaciones y emociones. Afirma Rosa Navarro, catedrática de literatura, que es representativo el gran número de veces que la autora utiliza el verbo "parecer". También, sintagmas como "tener la impresión", "tener la sensación" o similares aparecen abundantemente en la novela. Además, una de las formas retóricas más repetidas en la obra es la comparación. Con la creación de una protagonista singular con respecto al modelo femenino del franquismo, Carmen Laforet, crea la primera "chica rara", un fenómeno literario que va a tener una gran repercusión en la literatura femenina del tardofranquismo.

## El uso del espacio en el relato
La obra se desarrolla en Barcelona, lugar donde la joven Andrea, de tan solo 18 años, entusiasta, inocente y con gran afán de superación, decide que transcurra su próximo año en la Universidad. Pero lo que para ella supone un cambio de vida excitante resulta un completo desengaño, ya que a partir de entonces habrá de sufrir angustiosas situaciones que la conducirán a su madurez. Andrea hubo de enfrentarse a la sociedad burguesa y conservadora de los primeros años de la posguerra, sometida al franquismo y cargada de hambruna, en la cual las mujeres no tenían derecho a desear, ni tan siquiera a superarse, sino que habían de reconocerse como puros objetos destinados únicamente a la maternidad. Lucir luto tras la muerte de un ser querido era la norma entre las mujeres, y el suicidio estaba considerado como un acto despreciable, ya que era impropio de un cristiano atentar contra su vida. Andrea vivía alternando diariamente dos espacios razonablemente dispares: por un lado, la casa familiar en la calle de Aribau, en la cual reinaban la violencia y el hambre; por otro, la Universidad, plena de entretenimiento, compañerismo y gozo, necesarios para evadir y reducir su angustia.

## Punto de vista de la novela
Esta historia, está contada en primera persona por la protagonista misma, en el futuro, mientras recuerda las experiencias vividas en Barcelona; no por la Andrea recién salida de dicha ciudad, sino por una Andrea madura, que a la larga se ha dado cuenta de que realmente sí que se llevó algo de la calle de Aribau. Esto se denota en el comentario «al menos, así creía entonces…», con el que la narradora deja clara una diferencia de opinión respecto a ella misma de joven. El punto de vista de Carmen Laforet es el mismo que el de Andrea, un punto de vista cargado de tristeza desde el que denuncia toda la miseria sufrida por la sociedad española de los años cuarenta. Con esta novela, Carmen Laforet ha sido relacionada con la corriente literaria, surgida en la posguerra, llamada existencialismo.